# Delta II
För andra betydelser, se Delta (olika betydelser).
Delta II var en amerikansk rymdraket som utvecklades och tillverkades av McDonnell Douglas. Första uppskjutningen genomfördes den 14 februari 1989. Senare övertog Boeing Integrated Defense Systems tillverkningen av raketer, vilket man gjorde fram till den 1 december 2006 då United Launch Alliance (ULA) övertog tillverkningen.
Den sista uppskjutningen gjordes den 15 september 2018.